# Яковлев, Владимир Николаевич (военачальник)
Влади́мир Никола́евич Яковлев (род. 17 августа 1954, Калинин) — российский военачальник, Главнокомандующий Ракетными войсками стратегического назначения в 1997—2001 годах, начальник Штаба по координации военного сотрудничества СНГ в 2001—2004 годах, начальник Военной академии Генерального штаба Вооружённых Сил в 2009—2012 годах, генерал армии (2000).

## Биография
Родился 17 августа 1954 года в городе Калинин (в настоящее время - г. Тверь) в семье служащих. С детства мечтал стать военным. Подавал документы для поступления в Калининское Суворовское военное училище, но не прошёл по конкурсу. Окончив с отличием среднюю школу, в 1971 году поступил в Харьковское высшее военное командно-инженерное училище ракетных войск имени Маршала Советского Союза Н. И. Крылова. Во время обучения был старшиной курса. Училище окончил с отличием в 1976 году.
После окончания училища в 1976 году направлен на службу в ракетный полк 46-й Первомайской ракетной дивизии. Прошёл должности инженера, старшего инженера и с 1978 года — командира группы подготовки и пуска. В 1981 году назначен на должность начальника штаба ракетного полка.
В 1983 году поступил и в 1985 году окончил с золотой медалью командный факультет Военной академии имени Ф. Э. Дзержинского. Был назначен на должность командира 6-го гвардейского ракетного Рижского полка (Первомайск). С января 1989 года — заместитель командира 46-й ракетной дивизии.
В мае 1991 года назначен на должность командира 60-й ракетной дивизии (г. Татищево-5, в настоящее время это ЗАТО Светлый Татищевского района Саратовской области). Генерал-майор (14.11.1992).
В мае 1993 года назначен начальником штаба, а в июне 1994 года — командующим 27-й гвардейской ракетной армии (г. Владимир).
В декабре 1996 года назначен начальником Главного штаба РВСН. 30 июня 1997 года, в возрасте 43 лет, становится самым молодым Главнокомандующим Ракетными войсками стратегического назначения за всю их историю. Воинское звание генерал армии присвоено указом Президента РФ В. В. Путина от 27 июня 2000 года. В 1999 году окончил Военную академию Генерального штаба Вооружённых сил Российской Федерации (ранее, в 1993 году, окончил Высшие академические курсы при этой академии).
В апреле 2001 года освобожден от должности в связи с преобразованием РВСН из вида Вооруженных Сил в род войск и введением должности командующего РВСН. 1 июня 2001 года решением Совета глав государств СНГ назначен начальником Штаба по координации военного сотрудничества государств — участников Содружества Независимых Государств. Работал им до упразднения Штаба в 2005 году.
В 2006 — 2009 годах — советник генерального директора ФГУП «Рособоронэкспорт».
С декабря 2009 года по май 2012 года был начальником Военной академии Генерального штаба Вооружённых сил Российской Федерации.
С 2012 года — в запасе. Работает главным научным сотрудником Центра международной безопасности Института мировой экономики и международных отношений РАН имени Е.М. Примакова Российской академии наук.

## Научная деятельность
Автор ряда трудов и публикаций: монографий «Воинский труд: наука, искусство, призвание» (М., 1998), «Организаторская деятельность руководящего состава в Ракетных войсках стратегического назначения» (М., 1999), «Ракетный щит Отечества» (М., 1999), соавтор «Военного энциклопедического словаря Ракетных войск стратегического назначения» (Большая Российская энциклопедия, 1999), автор раздела «Стратегические ядерные силы наземного базирования» (в книге «Оружие и технологии России»: Энциклопедия, XXI век. Том 1. Стратегические ядерные силы М., 2000), а также свыше 50 статей.
Член-корреспондент Российской академии ракетных и артиллерийских наук (1998), академик Российской инженерной академии, профессор Академии военных наук, кандидат военных наук (1997), доктор технических наук (2001), почётный член Международной инженерной академии.
Лауреат Государственной премии РФ в области образования (1998). Лауреат Государственной премии РФ в области науки и техники (2004).
Живёт в Москве. Женат. Имеет дочь от первого брака и две дочери от второго.

## Награды
- Орден «За заслуги перед Отечеством» IV степени (1999),
- Орден «За военные заслуги» (1995),
- Орден Красной Звезды (1988),
- Медали,
- Премия Президента Российской Федерации в области образования (1999)[3].